# LNAH 2008/09
Die Saison 2008/09 war die 13. reguläre Saison der Ligue Nord-Américaine de Hockey (bis 2003 Ligue de hockey semi-professionnelle de Québec; bis 2004 Ligue de hockey senior majeur du Québec). Die neun Teams sollten in der regulären Saison je 44 Begegnungen absolvieren, jedoch musste der Spielplan aufgrund des vorzeitigen, finanziell bedingten, Ausscheidens der Poutrelles Delta de Sainte-Marie geändert werden. Das punktbeste Team der regulären Saison waren die Lois Jeans de Pont-Rouge, die in den Play-offs außerdem zum ersten Mal die Coupe Futura gewannen.

## Teamänderungen
Folgende Änderungen wurden vor Beginn der Saison vorgenommen:
- Die Mission de Sorel-Tracy stellten den Spielbetrieb ein.
- Die CIMT de Rivière-du-Loup wurden als Expansionsteam in die Liga aufgenommen.
- Die Poutrelles Delta de Sainte-Marie wurden als Expansionsteam in die Liga aufgenommen und stellten noch während der Spielzeit den Spielbetrieb wieder ein.
- Die Radio X de Québec wurden nach Pont-Rouge, Québec, umgesiedelt und änderten ihren Namen in Lois Jeans de Pont-Rouge.
- Die Summum-Chiefs de Saint-Jean-sur-Richelieu wurden nach Saguenay, Québec, umgesiedelt und änderten ihren Namen in 98.3 FM de Saguenay.
- Die Top Design de Saint-Hyacinthe änderten ihren Namen in Chiefs de Saint-Hyacinthe.

## Reguläre Saison

### Abschlusstabelle
Abkürzungen: GP = Spiele, W = Siege, L = Niederlagen, T = Unentschieden, OTL = Niederlage nach Overtime, GF = Erzielte Tore, GA = Gegentore, Pts = Punkte
|                                  | GP | W  | L  | OTL | SOL | GF  | GA  | Pts |
| -------------------------------- | -- | -- | -- | --- | --- | --- | --- | --- |
| Lois Jeans de Pont-Rouge         | 44 | 30 | 10 | 1   | 3   | 208 | 147 | 64  |
| Saint-François de Sherbrooke     | 44 | 24 | 12 | 4   | 4   | 201 | 171 | 56  |
| CRS Express de Saint-Georges     | 44 | 26 | 14 | 1   | 3   | 194 | 151 | 56  |
| Isothermic de Thetford Mines     | 44 | 23 | 15 | 3   | 3   | 181 | 184 | 52  |
| Chiefs de Saint-Hyacinthe        | 44 | 24 | 16 | 2   | 2   | 165 | 174 | 48  |
| Caron & Guay de Trois-Rivières   | 44 | 20 | 18 | 4   | 2   | 188 | 179 | 46  |
| CIMT de Rivière-du-Loup          | 44 | 18 | 23 | 3   | 0   | 151 | 184 | 39  |
| 98.3 FM de Saguenay              | 44 | 14 | 27 | 2   | 1   | 141 | 192 | 31  |
| Poutrelles Delta de Sainte-Marie | 32 | 13 | 17 | 2   | 0   | 116 | 163 | 28  |

## Coupe Futura-Playoffs
| Coupe Futura-Viertelfinale | Coupe Futura-Viertelfinale | Coupe Futura-Viertelfinale |  |  | Coupe Futura-Halbfinale | Coupe Futura-Halbfinale | Coupe Futura-Halbfinale |  |  | Coupe Futura-Finale | Coupe Futura-Finale | Coupe Futura-Finale |
|                            |                            |                            |  |  |                         |                         |                         |  |  |                     |                     |                     |
|                            | nicht                      |                            |  |  |                         |                         |                         |  |  |                     |                     |                     |
|                            | bekannt                    |                            |  |  |                         |                         |                         |  |  |                     |                     |                     |
|                            | nicht                      |                            |  |  |                         |                         |                         |  |  |                     |                     |                     |
|                            |                            |                            |  |  |                         |                         |                         |  |  |                     |                     |                     |
|                            |                            | bekannt                    |  |  |                         |                         |                         |  |  |                     |                     |                     |
|                            | nicht                      |                            |  |  |                         |                         |                         |  |  |                     |                     |                     |
|                            |                            |                            |  |  |                         |                         |                         |  |  |                     |                     |                     |
|                            | bekannt                    |                            |  |  |                         |                         |                         |  |  |                     |                     |                     |
| 1                          | Lois Jeans de Pont-Rouge   |                            |  |  |                         |                         |                         |  |  |                     |                     |                     |
| 1                          | Lois Jeans de Pont-Rouge   |                            |  |  |                         |                         |                         |  |  |                     |                     |                     |
|                            |                            | nicht bekannt              |  |  |                         |                         |                         |  |  |                     |                     |                     |
|                            | nicht                      |                            |  |  |                         |                         |                         |  |  |                     |                     |                     |
|                            |                            |                            |  |  |                         |                         |                         |  |  |                     |                     |                     |
|                            | bekannt                    |                            |  |  |                         |                         |                         |  |  |                     |                     |                     |
|                            | nicht                      |                            |  |  |                         |                         |                         |  |  |                     |                     |                     |
|                            |                            |                            |  |  |                         |                         |                         |  |  |                     |                     |                     |
|                            |                            | bekannt                    |  |  |                         |                         |                         |  |  |                     |                     |                     |
|                            | nicht                      |                            |  |  |                         |                         |                         |  |  |                     |                     |                     |
|                            |                            |                            |  |  |                         |                         |                         |  |  |                     |                     |                     |
|                            | bekannt                    |                            |  |  |                         |                         |                         |  |  |                     |                     |                     |

## Vergebene Trophäen
| Auszeichnung                                          | Spieler                  | Team                           |
| ----------------------------------------------------- | ------------------------ | ------------------------------ |
| Trophée Claude Larose Wertvollster Spieler            | Kevin Cloutier           | CRS Express de Saint-Georges   |
| Trophée Éric Messier Bester Verteidiger               | Louis Mandeville         | Caron & Guay de Trois-Rivières |
| Trophée Guy Lafleur Topscorer                         | Kevin Cloutier           | CRS Express de Saint-Georges   |
| Trophée Maurice Richard Bester Torschütze             | Chad Lacasse             | CIMT de Rivière-du-Loup        |
| Trophée des Gouverneurs Bester Trainer                | Daniel Bissonnette       | Isothermic de Thetford Mines   |
| Trophée Jonathan Delisle Beste Führungsqualitäten     | Christian Deschênes      | Isothermic de Thetford Mines   |
| Trophée Jonathan Delisle Beste Führungsqualitäten     | Sylvain Rodier           | Caron & Guay de Trois-Rivières |
| Coupe Futura Gewinner der LNAH-Playoffs               | Lois Jeans de Pont-Rouge | Lois Jeans de Pont-Rouge       |
| Coupe du Commissaire Bestes Team der regulären Saison | Lois Jeans de Pont-Rouge | Lois Jeans de Pont-Rouge       |